# Caripetella
Caripetella is een monotypisch geslacht van spinnen uit de  familie van de kraamwebspinnen (Pisauridae).

## Soort
- Caripetella madagascariensis Lenz, 1886